# ميناء البصرة النفطي
ميناء البصرة النفطي أو ميناء البكر ميناء نفطي عراقي مخصص لتصدير النفط وهو يعد من أهم نقاط تصدير النفط العراقي على مياه الخليج العربي وميناء البصرة النفطي واحد من 7 موانئ بمحافظة البصرة منها 5 تجارية و 2 نفطية.
وقد بُنيت منصة الميناء في خور الخفقة، اكتمل بناء الميناء في عام 1975 وللميناء أربعة أرصفة مصممة للعمل بطاقة 80 مليون طن سنويا وقد أطلق على الميناء آنذاك اسم ميناء البكر ثم غُيّر الاسم عام 2003 إلى ميناء البصرة النفطي، وقد أصابه الضرر في فترة حرب القادسية الثانية بين العراق وإيران بين سنة 1980 و1988، ثم أُعيد بناؤه بعد أن وضعَت تلك الحرب أوزارها، وبلغ تصديره حينئذٍ بين 300 و400 ألف برميل يومياً.

خارطة البنية التحتية لنفط العراق وفيها موقع ميناء البكر Mina al Bakra في البحر الإقليمي للعراق في أقصى جنوب الشرق